# 3D-Brille
Eine 3D-Brille ist eine spezielle Brille, die bei einigen stereoskopischen Verfahren (3D-Foto, 3D-Film) benötigt wird, um die räumliche Tiefenwirkung sichtbar zu machen.
Bei der Projektion von 3D-Filmen oder dem Druck von 3D-Bildern benötigt das menschliche Gehirn zum Erzeugen eines räumlichen Eindrucks zwingend zwei Bilder, je eines für das linke und rechte Auge, die aus zwei unterschiedlichen Perspektiven bzw. Positionen aufgenommen wurden. Diese Bilder müssen gleichzeitig, dennoch aber getrennt pro Auge, zur Auswertung im Gehirn ankommen, damit daraus der räumliche Eindruck entstehen kann. Die primäre Funktionsweise der 3D-Brillen beruht auf der Filterung, so dass jedes Auge nur das entsprechende stereoskopische Halbbild für das linke oder rechte Auge wahrnimmt.

## Farbfilterbrillen (Anaglyphenbrillen)

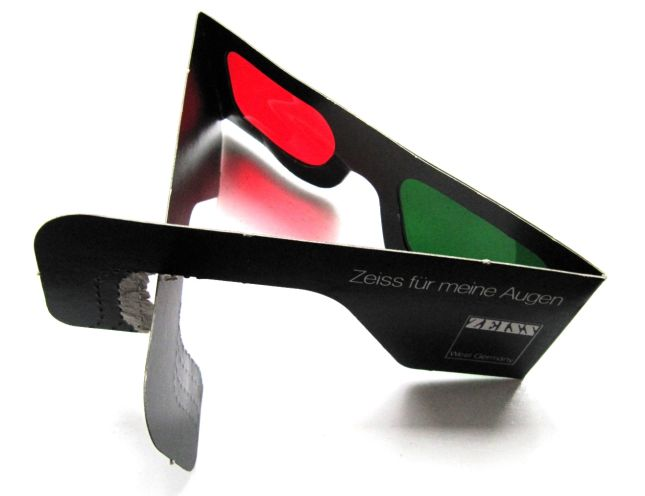
Kostenlos verteilte 3D-Brille der Firma Zeiss, West-Germany, für das 3D-Versuchsprogramm im Fernsehen aus dem Jahr 1978

Beim Anaglyphen-Verfahren erfolgt die Bildtrennung durch die Verwendung von Farbfiltern. Das rechte und linke Halbbild sind dabei in Komplementärfarben eingefärbt. Die 3D-Kinofilme der 1950er-Jahre wurden sehr oft mit der Polarisationstechnik projiziert, später aber in das billigere Rot-Grün-Verfahren umkopiert. Die 3D-Brillen enthielten damals noch den roten Filter vor dem linken Auge, den grünen vor dem rechten. Diese traditionelle Anordnung der Filterfarben gilt für manche sogar bis heute als Standard.
Ende der 1970er-Jahre verbesserte Stephen Gibson die Farbanaglyphentechnik erheblich mit seinem patentierten „Deep Vision“-System, das andere Filterfarben verwendet: Rot vor dem rechten und Cyan vor dem linken Auge. Bei diesen Brillen ist das Helligkeitsempfinden (durch die neue Cyan-Farbe) gleichmäßiger und für die Augen ermüdungsärmer. Auch optisch ist die Cyan-Rot- der Rot-Grün-Kombination überlegen, da ein farbiger Bildeindruck teilweise bewahrt bleibt.
Die dänische Firma „ColorCode 3-D“ bietet mit den Filterfarben Gelb/Orange (links) und Blau (rechts) ein eigenes Farbfilterbrillen-System an. Dieses System erlaubt es, die Farbe Rot in die Gestaltung des 3D-Bildes miteinzubeziehen.
Seit 2007 ergänzt die kalifornische Firma „TrioScopics“ das Angebot an preisgünstigen Farbfiltertechniken mit den Filterfarben Grün (links) und Magenta (rechts). Diese Farbfiltertechnik eignet sich besonders für die Bildschirmdarstellung und wird für einige auf DVDs und BDs erschienene 3D-Filme verwendet.

## Interferenzfilter-Brillen
Scheinbar farbneutral arbeitet das von der deutschen Firma „Infitec“ entwickelte Verfahren („Interferenzfiltertechnologie“), das in manchen Digital-3D-Kinos als „Dolby 3D“ Verwendung findet. Hier werden die Grundfarben der Bilder für das linke und rechte Auge auf jeweils unterschiedliche überlappungsfreie Wellenlängenbereiche reduziert. Dieses Verfahren ist nur für Projektionen geeignet, jedoch nicht für den Druck von 3D-Bildern. Es benötigt zudem einen Videoprozessor, der die Farbanteile der linken und rechten Ansicht verändert, um die Farbverfälschungen, die durch dieses Verfahren prinzipbedingt einfließen, wieder auszugleichen. Dieser Videoprozessor ist in den meisten Projektoren bereits eingebaut.

## Pulfrich-Brillen
So genannte „Pulfrich-Brillen“ mit hell/dunklen Filtern (z. B. „Nuoptix“), nutzen den „Pulfrich-Effekt“ für einen 3D-Eindruck bei seitlichen Kamerafahrten und wurden z. B. durch die RTL-Fernsehsendung Tutti Frutti Anfang der 1990er-Jahre sehr verbreitet. Beim Pulfrichverfahren handelt es sich um keine echte stereoskopische Darstellung, da das Bild nur mit einer einzigen Kamera aufgenommen wird. Die beiden Perspektiven für das linke und rechte Auge kommen durch das verdunkelte Brillenglas zustande, das den Pulfrich-Effekt auslöst. Die abgedunkelte Ansicht wird dabei durch eine verlangsamte Bearbeitung dem Gehirn zeitverzögert weitergegeben, so dass bei bewegten Aufnahmen zwei Ansichten aus unterschiedlichen Perspektiven (allerdings auch zeitlich versetzt) den Raumeindruck bilden. Dieses Verfahren ist nur sehr begrenzt einsetzbar, weil einige Voraussetzungen erfüllt sein müssen, damit es als 3D-Verfahren überhaupt funktioniert. So muss die Kamera oder die Objekte immer (grundsätzlich und immerwährend) eine konstante, langsame, ausschließlich horizontale Bewegung durchführen. Wird nur eine dieser Voraussetzungen gebrochen, tritt kein 3D-Effekt mehr ein.

## ChromaDepth-Brillen

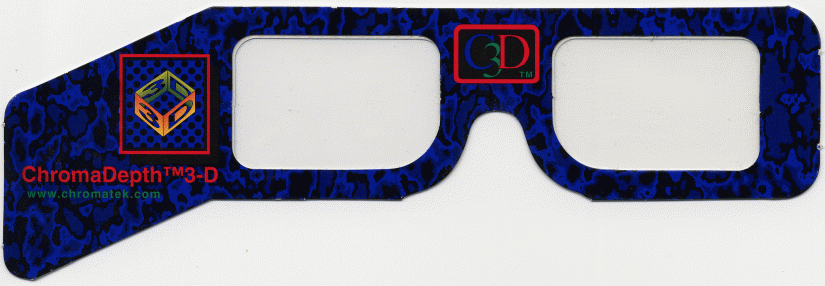
ChromaDepth-Brille mit Prismenfolie

Das ChromaDepth-Verfahren von American Paper Optics basiert auf der Tatsache, dass bei einem Prisma Farben unterschiedlich stark gebrochen werden. Die ChromaDepth-Brille enthält spezielle Sichtfolien, die aus mikroskopisch kleinen Prismen bestehen. Dadurch werden Lichtstrahlen je nach Farbe unterschiedlich stark abgelenkt. Die Lichtstrahlen treffen im Auge an unterschiedlichen Stellen auf. Da das Gehirn jedoch von geraden Lichtstrahlen ausgeht, entsteht der Eindruck, die unterschiedlichen Farben kämen von unterschiedlichen Standpunkten. Somit erzeugt das Gehirn aus dieser Differenz den räumlichen Eindruck (3D-Effekt).
Der Vorteil dieser Technologie besteht vor allem darin, dass man ChromaDepth-Bilder auch ohne Brille (also zweidimensional) problemlos ansehen kann – es sind keine störenden Doppelbilder vorhanden. Außerdem können ChromaDepth-Bilder ohne Verlust des 3D-Effektes beliebig gedreht werden. Allerdings sind die Farben nur beschränkt wählbar, da sie die Tiefeninformation des Bildes enthalten. Verändert man die Farbe eines Objekts, dann ändert sich auch dessen wahrgenommene Entfernung. Das bedeutet, dass ein rotes Objekt immer vor z. B. grünen oder blauen Objekten liegen wird.

## Polfilterbrillen

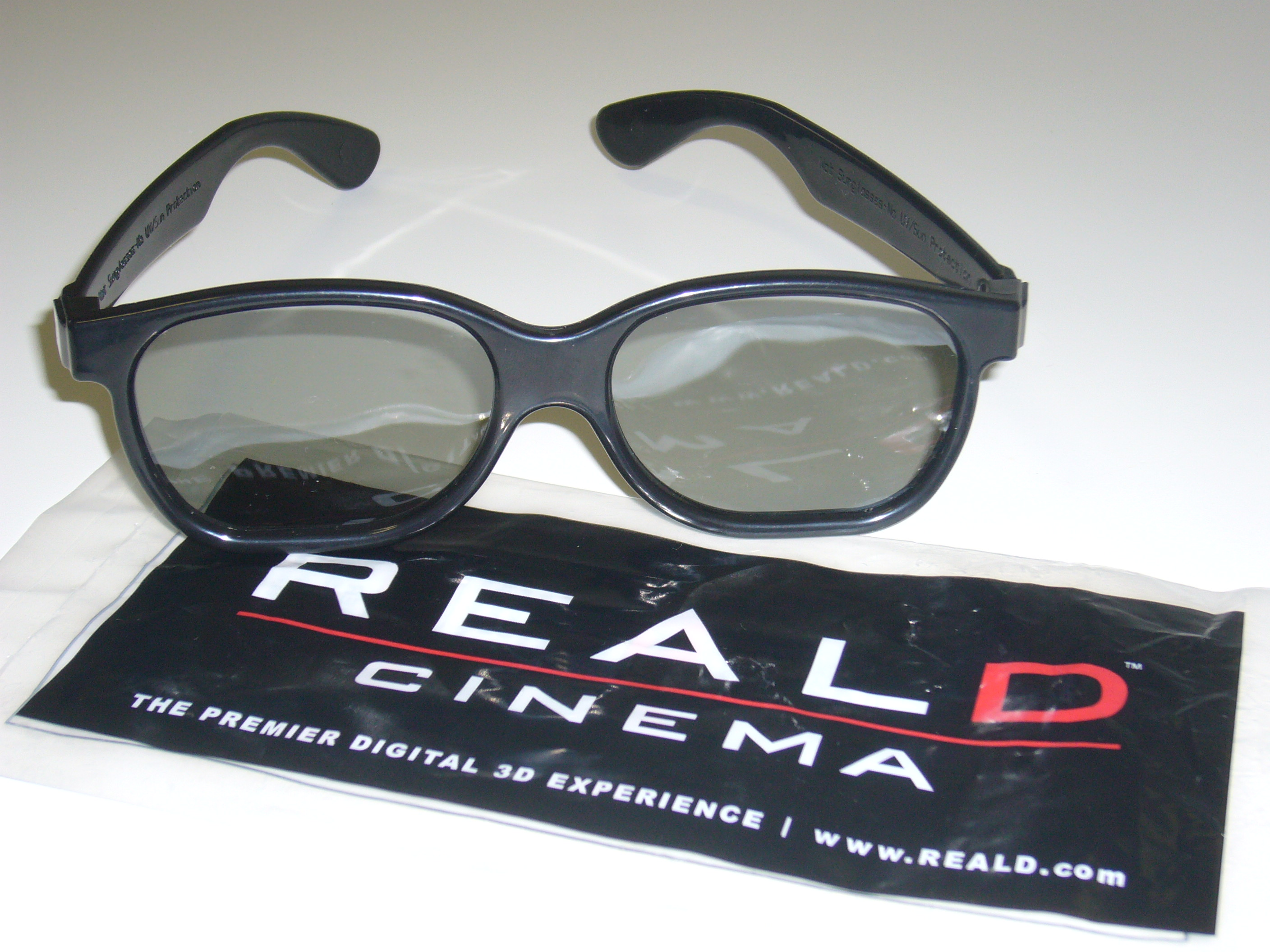
Eine RealD-Polarisationsfilterbrille

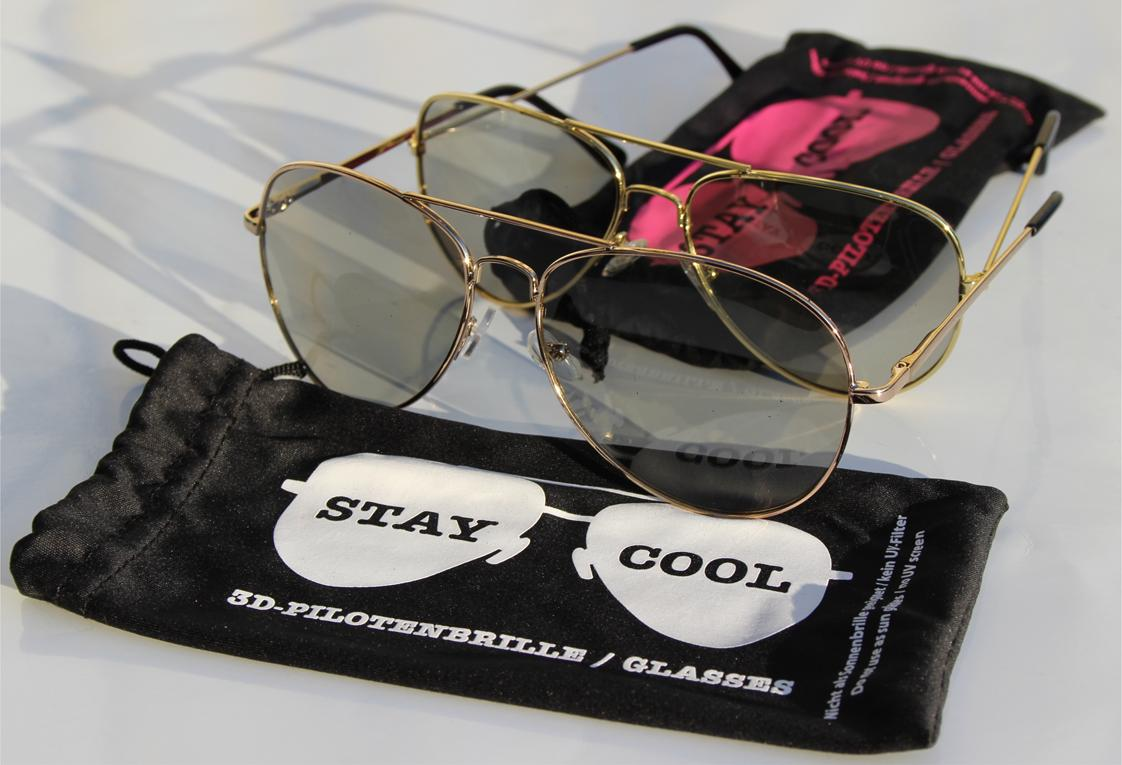
3-D-Pilotenbrillen im Retro-Design

Bei der farbigen Raumbildprojektion werden die beiden getrennten Bilder mittels polarisierten Lichts ausgestrahlt. Kommt eine Aufprojektion zum Einsatz, das heißt Betrachter und Projektor befinden sich auf der gleichen Seite der Leinwand, dann wird auf eine metallisierte Leinwand projiziert, die in der Lage ist, das polarisierte Licht zurückzustrahlen. Bei einer Rückprojektion steht die Leinwand zwischen Betrachter und Projektor und muss das polarisierte Licht durchlassen. Die verschiedenen Bilder erreichen die Leinwand durch zwei verschiedene Projektoren bzw. Objektive. Möglich ist auch, nur einen Projektor zu verwenden, wenn durch die Bilder links-rechts abwechselnd durch einen Filter mit wechselnder Polarisation (bei RealD-Projektionen Z-screen genannt) projiziert werden. Auch können bei 4K-Projektoren beide Teilbilder (in 2K) in einem Bild übereinanderliegend durch einen Strahlenteiler wieder aufgetrennt werden (Sony 4k 3D-Projektionen). Aktuelle 3D-Kinoprojektionen verwenden in den meisten Fällen ebenfalls die Polarisationstechnik. Zu Details der verwendeten Technik in IMAX-Kinos siehe IMAX 3D.
Die benötigte Brille besteht ebenfalls aus zwei Polarisationsfiltern, die je nach Polarisationsverfahren jeweils nur das „passend“ polarisierte Licht der entsprechenden Ansicht durchlassen, so dass wiederum jedes Auge nur „sein“ Bild erhält. In der ersten Glanzzeit des 3D-Filmes in den 1950er-Jahren wurden die meisten 3D-Kinofilme in Schwarz-Weiß und Farbe in diesem Verfahren projiziert. Viele Filme wurden dann später aber in das kostengünstigere Rot-Grün-Verfahren umkopiert.
Man muss bei Polarisationsverfahren zwischen verschiedenen Verfahren sowie deren Ausrichtungen unterscheiden. Es existieren zwei Gruppen von Polarisationsverfahren: lineare und zirkulare. Die beiden Verfahren sind zueinander nicht kompatibel. Innerhalb der Verfahren ist zudem entscheidend, wie die Polfilter ausgerichtet sind.

## LCD-Shutterbrillen

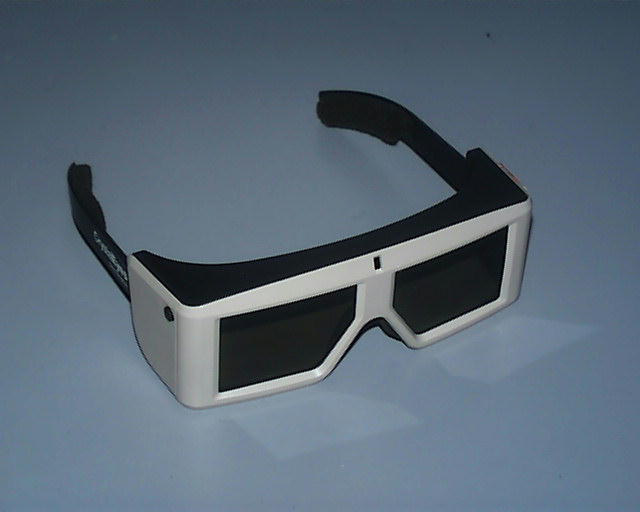
LCD-Shutterbrille

Beim Einsatz am Computermonitor, bei vielen 3D-TV-Geräten und manchen 3D-Kinos kommen so genannte 3D-Shutterbrillen mit zwei steuerbaren LCD-Gläsern zum Einsatz. Der Bildschirm zeigt nacheinander abwechselnd das linke und rechte Halbbild. Die Flüssigkristalle der Brille werden nun synchron im Takt des 3D-Bildes abwechselnd durchsichtig bzw. lichtundurchlässig geschaltet und ermöglichen somit beim gesunden Betrachter aufgrund der perspektivischen Verschiebung der beiden Stereo-3D-Teilbilder den räumlich wirkenden 3D-Effekt.

## Prismengläser-Brillen

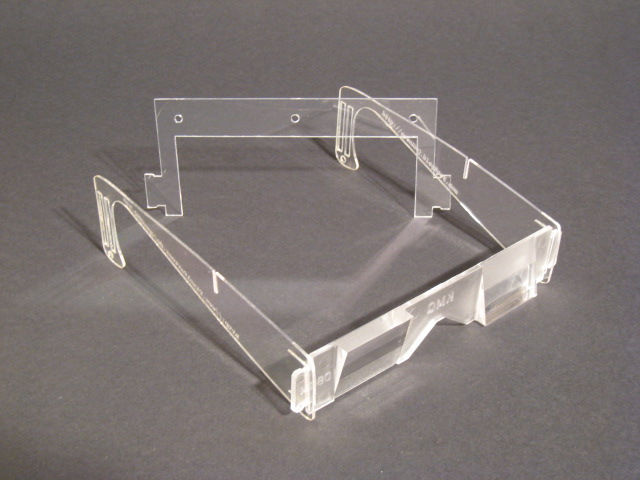
KMQ-Prismen mit openKMQ-Haltern

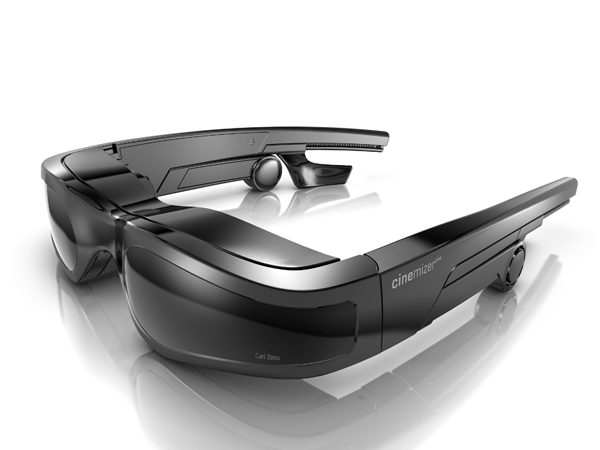
Cinemizer

Eine Reihe von Verfahren nutzt auch den Effekt, dass Prismen den Strahlengang umlenken. So nutzt z. B. das Stereo-Sichtgerät SSG1b, auch unter dem Namen KMQ seit den 1980er Jahren bekannt, diesen Effekt. Vornehmlich für Bücher und Poster, wo es auf Farbtreue und Einfachheit ankommt. Es konnte aber schon früher am Bildschirm oder zur Projektion mit wenigen Zuschauern verwendet werden. Allerdings muss der Nutzer den passenden Abstand zum Bild beibehalten und seinen Kopf dauerhaft waagerecht halten. Ansonsten decken sich die Sehstrahlen beider Augen nicht mit den beiden Teilbildern, welche untereinander angeordnet sind. Daher auch der englische Name des Verfahrens: Over-Under.

## 3D-Video-Brillen
Um den beiden Augen unterschiedliche Bilder zu präsentieren und somit eine räumliche Wahrnehmung herstellen zu können, wird in der jungen Vergangenheit gern mit so genannten 3D-Video-Brillen gearbeitet. Zwei einzelne Displays in einer speziellen Brille liefern die Bilder. Vorreiter war die Carl Zeiss AG mit ihrem Cinemizer.
Vorteile dieser Systeme: Das Bild wird scharf dargestellt und wird farblich nicht verändert. Die Technik ist einfach, so dass viele Personen die nötige Software bedienen können.
Nachteile dieser Systeme: Meist sind die Brillen recht schwer zu tragen und müssen mit Strom versorgt werden.

## Übersicht 3D-Kinoprojektionen bzw. eingesetzte 3D-Brillen
| Verfahren          | Dolby 3D | XpanD 3D (früher: nuVision) | Sony RealD | Master Image | 3D in den 80ern / IMAX | Anaglyphenverfahren (50er–70er Jahre)                                                                                                   |
| ------------------ | --- | --- | --- | --- | --- | --- |
|                    | Dolby 3D-Brille (alt) | XPand-3-D-Brille · Neue XpanD-Brille X103 Infinity | Brille für das RealD Projektionsverfahren · RealD-Brille für Kinder · RealD-kompatible Ansteckbrille für RealD | Einwegbrille MasterImage-System · MasterImage-Brille · Waschbare MasterImage-Brille · MasterImage 3D-Brille, 2015 | Polfilterbrille | Rot-cyan-Farbfilter- oder Anaglyphenbrille zum Betrachten von Anaglyphenbildern.                                                        |
| Brillentechnik     | Passiv: Interferenzfilter | Aktiv: Shutterbrille | Passiv: Polfilter (0°/0° zirkular) | Passiv: Polfilter (0°/0° zirkular) | Passiv: Polfilter (linear -/+45° gelegentlich: 0°/90°) | Passiv: Farbfilter |
| Brille             | Leihbrille | Leihbrille | mehrfach verwendbar | mehrfach verwendbar | Leihbrille | Einwegbrille |
| Gewicht der Brille | 42 Gramm (altes Modell) ?? Gramm (Modell ab 2011) | 71 Gramm (altes Modell) 56 Gramm (X103 Infinity) | 22 Gramm 17 Gramm (neues Modell) 16 Gramm (Kinder) 7 Gramm (Clip für Brillenträger) | 30 Gramm (altes Modell) 25 Gramm (neues Modell) 27 Gramm (waschbar) 13 Gramm (Modell 2015) | 5 Gramm | 5 Gramm |
| Leinwand           | Normal | Normal | Silber | Silber | Silber | Normal |
| Projektor(en)      | 1 | 1 | 1/2 | 1 | 1 / 2 | 1 |
| Projektortechnik   | - halbbildweise wechselnde Interferenzfilter zur Grundfarbenverschiebung | - High Speed-Projektor mit Sender für Synchronisationssignal der Shutterbrillen | - RealD: halbbildweise wechselnde Polarisationsfilter (durch einen Polarisationsrotator namens 'Z-screen') - Sony4k Projektion: Strahlenteiler + Polfilteraufsätze - Doppelprojektion: je ein zirkularer Polfilter pro Projektor                                                                    | - halbbildweise wechselnde Polarisationsfilter | - mit einem Projektor: Strahlenteiler + Polfilteraufsätze - Doppelprojektoren: je ein linearer Polfilter pro Projektor | - Keine besondere |
| Vorteile           | - Gute L/R-Trennwirkung - leichte Brillen - Keine spezielle Projektionsfläche/Leinwand erforderlich - Modell 2011: RFID-Chip zur Diebstahlkontrolle                                                                                            | - Besonders hohe L/R-Trennwirkung - weitgehend unverfälschte Farbwiedergabe - beste Bildschärfe - keine spezielle Projektionsfläche/Leinwand erforderlich | - Mehrmals verwendbar (Aufschrift auf der Verpackung „Please Recycle Glasses After The Show“) - Jeder Besucher erhält saubere Brille - preiswerte und leichte Brillen - unverfälschte Farbwiedergabe - in jeder Kopfstellung ausreichende L/R-Trennwirkung - Kleinere Brillen für Kinder erhältlich | - Jeder Besucher erhält saubere Brille - preiswerte und leichte Brillen - unverfälschte Farbwiedergabe - in jeder Kopfstellung ausreichende L/R-Trennwirkung - Wasserfeste (nicht faltbare) Version für Brillenwaschmaschinen erhältlich                                                                                                | - Preiswerte und leichte Brillen - unverfälschte Farbwiedergabe | - Kein spezieller Projektor/Fernseher oder Leinwand notwendig - jeder Besucher erhält saubere Brille - sehr billige und leichte Brillen |
| Nachteile          | - Reinigung der Brillen durch Kinopersonal notwendig - vor Projektion digitale Farbkorrektur der Halbbilder nötig - im Randbereich der Brillen sind Farbverschiebungen sichtbar - spezieller/modifizierter Projektor nötig - Kleines Sichtfeld | - Batterie wird leer (= Sichtbar durch Flackern) - Reinigung der Brillen durch Kinopersonal notwendig - höheres Gewicht der Brillen - hohe Anschaffungskosten der Brillen - laufende Kosten durch Batteriewechsel - spezieller / modifizierter Projektor nötig - bei sensiblen Betrachtern Ermüdung der Augen bzw. Kopfschmerzen möglich - Kleines Sichtfeld - Bild dunkler und kontrastarmer durch periodische Abdunklung jeweils einer Bildhälfte | - Silberleinwand erforderlich - geringfügig niedrigere L/R-Trennwirkung - bei falscher Ausrichtung der Filter Farbverfälschung möglich - Lichtabfall durch die verwendeten Filter | - ökologisch bedenklich, da Einweg (Viele Kinos erlauben jedoch die Benutzung bereits gekaufter Brillen) - Silberleinwand erforderlich - geringfügig niedrigere L/R-Trennwirkung - bei falscher Ausrichtung der Filter Farbverfälschung möglich - spezieller / modifizierter Projektor nötig - Lichtabfall durch die verwendeten Filter | - Kopf neigen = Bilder des anderen Auges sichtbar - Silberleinwand erforderlich - Reinigung der Brillen durch Kinopersonal notwendig - je nach System zwei synchronisierte Projektoren mit Filteraufsätzen oder ein aufwendiger Projektoraufsatz nötig - Lichtabfall durch die verwendeten Filter | - stark eingeschränkte Farbwiedergabe, gar kein Farbbild (abhängig von Filterfarben) - rasche Ermüdung der Augen                        |
| Bemerkungen        | | | - Brillen nicht kompatibel zu MasterImage1 (MI1), Tausch Links-Rechts erforderlich - Brillen kompatibel zu MI2 | - MI1-Brillen nicht kompatibel zu RealD, Tausch links-rechts erforderlich - MI2-Brillen kompatibel zu RealD | | |